# The Transat 2024
Navigation
Édition précédente Édition suivante
La Transat anglaise 2024, officiellement The Transat CIC 2024, est la quinzième édition de la plus ancienne course transatlantique en solitaire. Cette édition s'élance le 28 avril 2024 à 13 h 30 de Lorient, à destination de New York, aux États-Unis, soit une distance théorique de 2 950 milles. 
La flotte est répartie en trois catégories : classe IMOCA, Class40 et une catégorie Vintage. Prévue initialement, la classe Ocean Fifty ne participe pas.
En Imoca, la course est remportée par le Français Yoann Richomme, à la barre de Paprec Arkéa, en 8 jours, 6 heures, 53 minutes et 32 secondes. Le 2e est l'Allemand Boris Herrmann et la 3e la Britannique Samantha Davies. En Class40, le vainqueur est l'Italien Ambrogio Beccaria, à la barre d'Alla Grande-Pirelli, en 11 jours, 16 heures, 17 minutes et 55 secondes. Le 2e est le Français Ian Lipinski et le 3e le Français Fabien Delahaye. Dans la catégorie Vintage, le vainqueur est Patrick Isoard, à la barre d'Uship pour Enfants du Mékong.

## Évolution: de l'Ostar à The Transat CIC
Créée en 1960, première des compétitions transatlantiques en solitaire, l'Ostar est la course qui fait connaître Éric Tabarly en 1964. Elle part tous les quatre ans de Plymouth pour rejoindre un port américain (Newport, New York ou Boston). Elle change plusieurs fois de nom : Carlsberg Star, Europe 1 Star, Europe 1-New Man Star, The Transat, The Artemis Transat, The Transat Bakerly,. En France, elle est surnommée « la Transat anglaise  ». À partir des années 2000, elle peine à attirer concurrents et médias, et à s'entourer de partenaires. Elle commence à se trouver en difficulté.
En 2004, le groupe international d'événementiel sportif Offshore Challenges acquiert les droits de la course,. En 2012, Offshore Challenges devient OC Sport. En 2014, le groupe français Télégramme, propriétaire de la société d'organisation de courses Pen Duick, devient actionnaire majoritaire d'OC Sport,. De ce rapprochement naît OC Sport Pen Duick, filiale française d'OC Sport. Le 18 octobre 2019, le réseau bancaire CIC devient partenaire titre de la course, qui prend le nom de The Transat CIC,.
En 14 éditions, 11 vainqueurs sont français. Aussi, pour une visibilité plus forte auprès des partenaires de la course et des partenaires des concurrents,, est-il prévu qu'en 2020 la 15e édition parte d'un port français, Brest. Mais la pandémie de coronavirus conduit à une annulation. La 15e édition a lieu finalement en 2024 et le départ se fait de Lorient. Le port d'arrivée est New York. L'organisation est confiée à OC Sport Pen Duick.

## Règlement
Les escales techniques sont autorisées, après accord avec la direction de course. Les zones de protection des cétacés doivent être respectées. Le routage est autorisé, « sauf pour les classes dont les règles interdisent le routage ». Par conséquent, dans cette édition, le routage n'est autorisé que pour les bateaux de la catégorie Vintage : la classe Imoca et la Class40 l'interdisent.

## Concurrents

### Classe Imoca
Pour les Imoca, une première phase de qualification en vue du Vendée Globe 2024 a eu lieu en 2022 et 2023. Une deuxième phase s'ouvre en 2024, où deux courses sont qualificatives : The Transat CIC et la New York-Vendée.
Par ailleurs, s'il devait y avoir au 1er juillet plus de 40 qualifiés pour le Vendée Globe, les qualifiés ayant le moins couru ne seraient pas retenus. Une « course aux milles » virtuelle est donc engagée depuis la fin de l'année 2021. C'est ainsi que chaque skipper terminant The Transat CIC avant le 20 mai se voit attribuer 2 950 milles de sélection,. Par conséquent, les skippers ayant le plus intérêt à franchir la ligne d'arrivée dans les temps sont James Harayda, qui compte 4 697 milles de sélection avant le départ ; Oliver Heer, 5 018 milles ; Violette Dorange, 5 674 milles ; et Clarisse Crémer, 6 022 milles,.
| 33 participants     | 33 participants                        | 33 participants | 33 participants                                   | 33 participants                                   | 33 participants                                   | 33 participants                                   | 33 participants                                   | 33 participants                                   |
| Skipper             | Bateau                                 | Bateau          | Arrivée                                           | Arrivée                                           | Arrivée                                           | Arrivée                                           | Arrivée                                           | Arrivée                                           |
| Skipper             | Nom                                    | Mise à l'eau    | Clas- se- ment                                    | Date                                              | Temps                                             | Moyenne théorique (nœuds)                         | Moyenne sur le fond (nœuds)                       | Distance sur le fond (milles)                     |
| ------------------- | -------------------------------------- | --------------- | ------------------------------------------------- | ------------------------------------------------- | ------------------------------------------------- | ------------------------------------------------- | ------------------------------------------------- | ------------------------------------------------- |
| Yoann Richomme      | Imoca Paprec Arkéa                     | 2023            | 1er                                               | 6 mai                                             | 8 j 6 h 53 min 32 s                               | 14,8                                              | 16,6                                              | 3 293                                             |
| Boris Herrmann      | Malizia Seaexplorer                    | 2022            | 2e                                                | 6 mai                                             | 8 j 9 h 12 min 31 s                               | 14,7                                              | 16,2                                              | 3 251                                             |
| Samantha Davies     | Initiatives-Cœur                       | 2022            | 3e                                                | 7 mai                                             | 8 j 12 h 41 min 37 s                              | 14,4                                              | 15,7                                              | 3 222                                             |
| Charlie Dalin       | Macif santé prévoyance                 | 2023            | 4e                                                | 7 mai                                             | 8 j 14 h 44 min 28 s                              | 14,3                                              | 15,8                                              | 3 259                                             |
| Maxime Sorel        | V and B-Monbana- Mayenne               | 2022            | 5e                                                | 7 mai                                             | 8 j 15 h 34 min 3 s                               | 14,2                                              | 15,5                                              | 3 219                                             |
| Yannick Bestaven    | Maître Coq V                           | 2022            | 6e                                                | 7 mai                                             | 8 j 18 h 38 min 16 s                              | 14,0                                              | 15,6                                              | 3 277                                             |
| Justine Mettraux    | Teamwork-Team Snef                     | 2018            | 7e                                                | 7 mai                                             | 8 j 19 h 41 min 20 s                              | 13,9                                              | 15,2                                              | 3 216                                             |
| Damien Seguin       | Groupe Apicil                          | 2015            | 8e                                                | 7 mai                                             | 9 j 3 h 29 min 10 s                               | 13,4                                              | 14,7                                              | 3 233                                             |
| Louis Burton        | Bureau Vallée                          | 2020            | 9e                                                | 7 mai                                             | 9 j 4 h 37 min 38 s                               | 13,4                                              | 14,8                                              | 3 276                                             |
| Sébastien Simon     | Groupe Dubreuil                        | 2021            | 10e                                               | 8 mai                                             | 9 j 20 h 2 min 35 s                               | 12,5                                              | 14,1                                              | 3 335                                             |
| Tanguy Le Turquais  | Lazare                                 | 2006            | 11e                                               | 8 mai                                             | 9 j 22 h 35 min 34 s                              | 12,4                                              | 13,5                                              | 3 213                                             |
| Isabelle Joschke    | MACSF                                  | 2007            | 12e                                               | 8 mai                                             | 9 j 23 h 19 min 49 s                              | 12,3                                              | 13,6                                              | 3 249                                             |
| Alan Roura          | Hublot                                 | 2019            | 13e                                               | 8 mai                                             | 9 j 23 h 34 min 36 s                              | 12,3                                              | 13,5                                              | 3 230                                             |
| Nicolas Lunven      | Holcim-PRB                             | 2022            | 14e                                               | 8 mai                                             | 10 j 8 h 55 min 57 s                              | 11,8                                              | 13,2                                              | 3 294                                             |
| Paul Meilhat        | Biotherm                               | 2022            | 15e                                               | 9 mai                                             | 10 j 15 h 2 min 19 s                              | 11,6                                              | 12,8                                              | 3 270                                             |
| Kōjirō Shiraishi    | DMG Mori Global One                    | 2019            | 16e                                               | 9 mai                                             | 10 j 16 h 53 min 27 s                             | 11,5                                              | 13,1                                              | 3 351                                             |
| Guirec Soudée       | Freelance.com                          | 2007            | 17e                                               | 9 mai                                             | 10 j 19 h 8 min 2 s                               | 11,4                                              | 12,6                                              | 3 256                                             |
| Violette Dorange    | Devenir                                | 2007            | 18e                                               | 9 mai                                             | 10 j 19 h 20 min 23 s                             | 11,4                                              | 12,8                                              | 3 332                                             |
| James Harayda       | Gentoo Sailing Team                    | 2007            | 19e                                               | 9 mai                                             | 11 j 7 h 38 min 26 s                              | 10,9                                              | 12,2                                              | 3 314                                             |
| Éric Bellion        | Stand as one                           | 2023            | 20e                                               | 9 mai                                             | 11 j 9 h 1 min 7 s                                | 10,8                                              | 12,1                                              | 3 311                                             |
| Giancarlo Pedote    | Prysmian Group                         | 2015            | 21e                                               | 10 mai                                            | 11 j 10 h 37 min 57 s                             | 10,7                                              | 12,6                                              | 3 461                                             |
| François Guiffant   | Partage                                | 2004            | 22e                                               | 10 mai                                            | 11 j 14 h 30 min 54 s                             | 10,6                                              | 11,7                                              | 3 251                                             |
| Fabrice Amedeo      | Nexans                                 | 2007            | 23e                                               | 10 mai                                            | 12 j 2 h 8 min 52 s                               | 10,2                                              | 11,3                                              | 3 276                                             |
| Denis Van Weynbergh | D'Ieteren Group                        | 2014            | 24e                                               | 10 mai                                            | 12 j 3 h 2 min 26 s                               | 10,1                                              | 11,3                                              | 3 296                                             |
| Oliver Heer         | Oliver Heer Ocean Racing               | 2007            | 25e                                               | 17 mai                                            | 18 j 10 h 49 min 32 s                             | 6,7                                               | 8,1                                               | 3 595                                             |
| Clarisse Crémer     | L'Occitane en Provence                 | 2019            | 26e                                               | 19 mai                                            | 20 j 12 h 38 min 43 s                             | 6,0                                               | 8,1                                               | 3 981                                             |
| Benjamin Ferré      | Monnoyeur- Duo for a job               | 2011            | Abandon le 3 mai (voie d'eau et avarie de quille) | Abandon le 3 mai (voie d'eau et avarie de quille) | Abandon le 3 mai (voie d'eau et avarie de quille) | Abandon le 3 mai (voie d'eau et avarie de quille) | Abandon le 3 mai (voie d'eau et avarie de quille) | Abandon le 3 mai (voie d'eau et avarie de quille) |
| Antoine Cornic      | Human Immobilier                       | 2006            | Abandon le 1er mai (avarie de voile)              | Abandon le 1er mai (avarie de voile)              | Abandon le 1er mai (avarie de voile)              | Abandon le 1er mai (avarie de voile)              | Abandon le 1er mai (avarie de voile)              | Abandon le 1er mai (avarie de voile)              |
| Louis Duc           | Fives Group- Lantana Environnement     | 2006            | Abandon le 30 avril (safran)                      | Abandon le 30 avril (safran)                      | Abandon le 30 avril (safran)                      | Abandon le 30 avril (safran)                      | Abandon le 30 avril (safran)                      | Abandon le 30 avril (safran)                      |
| Jérémie Beyou       | Charal                                 | 2022            | Abandon le 30 avril (avarie de voile)             | Abandon le 30 avril (avarie de voile)             | Abandon le 30 avril (avarie de voile)             | Abandon le 30 avril (avarie de voile)             | Abandon le 30 avril (avarie de voile)             | Abandon le 30 avril (avarie de voile)             |
| Arnaud Boissières   | La Mie câline                          | 2010            | Abandon le 29 avril (système de foil bâbord)      | Abandon le 29 avril (système de foil bâbord)      | Abandon le 29 avril (système de foil bâbord)      | Abandon le 29 avril (système de foil bâbord)      | Abandon le 29 avril (système de foil bâbord)      | Abandon le 29 avril (système de foil bâbord)      |
| Sébastien Marsset   | Foussier                               | 2006            | Abandon le 28 avril (raisons médicales)           | Abandon le 28 avril (raisons médicales)           | Abandon le 28 avril (raisons médicales)           | Abandon le 28 avril (raisons médicales)           | Abandon le 28 avril (raisons médicales)           | Abandon le 28 avril (raisons médicales)           |
| Jean Le Cam         | Tout commence en Finistère - Armor lux | 2023            | Abandon le 28 avril (raisons personnelles)        | Abandon le 28 avril (raisons personnelles)        | Abandon le 28 avril (raisons personnelles)        | Abandon le 28 avril (raisons personnelles)        | Abandon le 28 avril (raisons personnelles)        | Abandon le 28 avril (raisons personnelles)        |

### Class40
| 13 participants   | 13 participants                | 13 participants | 13 participants                          | 13 participants                          | 13 participants                          | 13 participants                          | 13 participants                          | 13 participants                          |
| Skipper           | Bateau                         | Bateau          | Arrivée                                  | Arrivée                                  | Arrivée                                  | Arrivée                                  | Arrivée                                  | Arrivée                                  |
| Skipper           | Nom                            | Mise à l'eau    | Clas- se- ment                           | Date                                     | Temps                                    | Moyenne théorique (nœuds)                | Moyenne sur le fond (nœuds)              | Distance sur le fond (milles)            |
| ----------------- | ------------------------------ | --------------- | ---------------------------------------- | ---------------------------------------- | ---------------------------------------- | ---------------------------------------- | ---------------------------------------- | ---------------------------------------- |
| Ambrogio Beccaria | Alla Grande-Pirelli            | 2022            | 1er                                      | 10 mai                                   | 11 j 16 h 17 min 55 s                    | 10,5                                     | 11,7                                     | 3 280                                    |
| Ian Lipinski      | Crédit mutuel                  | 2019            | 2e                                       | 10 mai                                   | 11 j 18 h 38 min 6 s                     | 10,4                                     | 11,5                                     | 3 260                                    |
| Fabien Delahaye   | Legallais                      | 2023            | 3e                                       | 10 mai                                   | 11 j 21 h 28 min 56 s                    | 10,3                                     | 11,6                                     | 3 300                                    |
| Nicolas d'Estais  | Café joyeux                    | 2021            | 4e                                       | 10 mai                                   | 11 j 23 h 56 min 55 s                    | 10,2                                     | 11,5                                     | 3 318                                    |
| Alberto Bona      | Ibsa Group                     | 2022            | 5e                                       | 10 mai                                   | 12 j 4 h 35 min 37 s                     | 10,1                                     | 11,5                                     | 3 359                                    |
| Vincent Riou      | Pierreval-Fondation Goodplanet | 2024            | 6e                                       | 11 mai                                   | 12 j 22 h 31 min 35 s                    | 9,5                                      | 10,8                                     | 3 338                                    |
| Amélie Grassi     | La Boulangère bio              | 2021            | 7e                                       | 12 mai                                   | 13 j 12 h 30 min 27 s                    | 9,1                                      | 10,3                                     | 3 342                                    |
| Anatole Facon     | Good Morning Pouce             | 2013            | 8e                                       | 20 mai                                   | 21 j 20 h 48 min 30 s                    | 5,6                                      | 8,2                                      | 4 287                                    |
| Thimoté Polet     | Zeiss-Weecycling               | 2021            | Abandon le 11 mai (démâtage)             | Abandon le 11 mai (démâtage)             | Abandon le 11 mai (démâtage)             | Abandon le 11 mai (démâtage)             | Abandon le 11 mai (démâtage)             | Abandon le 11 mai (démâtage)             |
| Axel Tréhin       | Project Rescue Ocean           | 2020            | Abandon le 6 mai (colision avec OFNI)    | Abandon le 6 mai (colision avec OFNI)    | Abandon le 6 mai (colision avec OFNI)    | Abandon le 6 mai (colision avec OFNI)    | Abandon le 6 mai (colision avec OFNI)    | Abandon le 6 mai (colision avec OFNI)    |
| Aurélien Ducroz   | Crosscall                      | 2021            | Abandon le 2 mai (avarie d'étais)        | Abandon le 2 mai (avarie d'étais)        | Abandon le 2 mai (avarie d'étais)        | Abandon le 2 mai (avarie d'étais)        | Abandon le 2 mai (avarie d'étais)        | Abandon le 2 mai (avarie d'étais)        |
| Goulven Marie     | Qwanza                         | 2010            | Abandon le 2 mai (démâtage)              | Abandon le 2 mai (démâtage)              | Abandon le 2 mai (démâtage)              | Abandon le 2 mai (démâtage)              | Abandon le 2 mai (démâtage)              | Abandon le 2 mai (démâtage)              |
| Quentin Le Nabour | Bleu Blanc Planète Location    | 2024            | Abandon le 2 mai (avarie de bout-dehors) | Abandon le 2 mai (avarie de bout-dehors) | Abandon le 2 mai (avarie de bout-dehors) | Abandon le 2 mai (avarie de bout-dehors) | Abandon le 2 mai (avarie de bout-dehors) | Abandon le 2 mai (avarie de bout-dehors) |

### Catégorie Vintage
| 2 participants | 2 participants               | 2 participants | 2 participants | 2 participants | 2 participants        | 2 participants            | 2 participants              | 2 participants                |
| Skipper        | Bateau                       | Bateau         | Arrivée        | Arrivée        | Arrivée               | Arrivée                   | Arrivée                     | Arrivée                       |
| Skipper        | Nom                          | Mise à l'eau   | Clas- se- ment | Date           | Temps                 | Moyenne théorique (nœuds) | Moyenne sur le fond (nœuds) | Distance sur le fond (milles) |
| -------------- | ---------------------------- | -------------- | -------------- | -------------- | --------------------- | ------------------------- | --------------------------- | ----------------------------- |
| Patrick Isoard | Uship pour Enfants du Mékong | 1998           | 1er            | 15 mai         | 16 j 21 h 22 min 47 s | 7,3                       | 8,6                         | 3 483                         |
| Rémy Gerin     | Faïaoahe                     | 2006           | 2e             | 23 mai         | 25 j 6 h 46 min 25 s  | 4,9                       | 5,7                         | 3 440                         |